# Rohingové

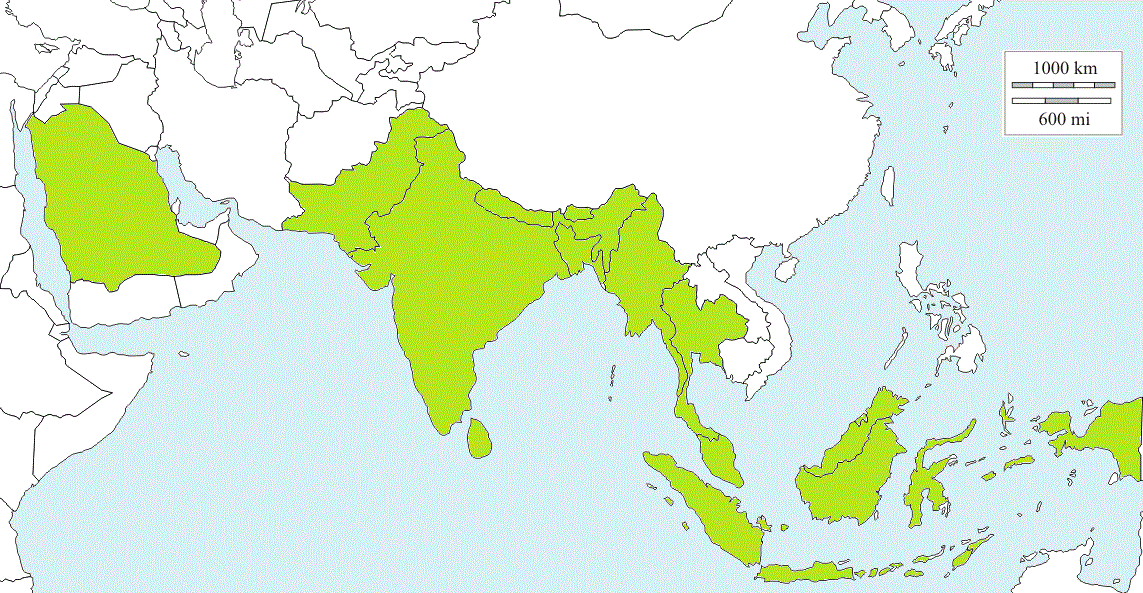
Rozšíření Rohingů

Rohingové nebo také Rohingyové jsou příslušníci indo-árijské muslimské etnické skupiny obývající severní část Arakanského státu ležícího v Myanmaru. Tato etnická skupina se vyznačuje odlišným dialektem a kulturou. Rohingové hovoří bengálským dialektem, blízkým tomu, který se používá v oblasti Čattagrám v Bangladéši, smíšeným navíc se slovy z urdštiny, hindštiny, arabských jazyků ale i barmštiny.
K roku 2013 žilo v Myanmaru okolo 735 000 Rohingů. Obývají převážně předměstí měst Arakanského státu, kde tvoří 80–98 % populace. Jednotlivé zdroje se v bližších údajích rozcházejí. Některé uvádějí, že etnická skupina Rohingya čítá kolem 1,4 milionu příslušníků – tedy téměř polovinu celé populace Arakanského státu. Údaje se různí jednak proto, že v Myanmaru již řadu let nebylo provedeno komplexní sčítání lidu a také proto, že až statisíce Rohingů uprchly do Bangladéše, Thajska a Malajsie.
V Arakanském státě jsou také další, početně výrazně menší muslimské komunity, které se označují spíše za „arakanské muslimy“. Slovo Rohingya se tak vztahuje pouze na muslimskou populaci severní části Arakanského státu. Nejsevernější část Arakanského státu se skládá ze tři správních oblastí Maungdaw, Buthidaung a Rathedaung. Počet obyvatel těchto správních oblastí je odhadován na 800 000, z nichž Rohingové tvoří převážnou většinu. Typická rodina Rohingů má 4 až 5 přeživších dětí, ale objevují se i počty 28 dětí. Podle Davida Price z Harvard University mají Rohingové o 37 % více dětí mezi věkem 0 a 9 let než je myanmarský celostátní průměr.

## Historie
Původ etnika souvisí s historickým vývojem Barmy a migrací indického obyvatelstva. Muslimové se na území Arakanu usídlovali od 16. století našeho letopočtu, i když počet muslimských osadníků před obdobím britské nadvlády odhadnout přesně nelze. Po první anglo-barmské válce v roce 1826 Britové Arakan anektovali a migrace z Bengálska podpořili v rámci práce pro zemědělské pracovníky. Okolo roku 1869 muslimská populace představovala 5 % populace Arakanu, ačkoli odhady z dřívějších let dávaly vyšší čísla. Následující britská sčítání lidu letech v 1872 a 1911 zaznamenala nárůst muslimské populace z 58 255 na 178 647 lidí v Akjabském okrese (dnes město Sittwe). Během druhé světové války vypukly mezi Brity vyzbrojenými rekruty z řad Rohingů v rámci jednotek V-Force a buddhistickými Arakanci vnitrostátní násilnosti a region se ještě více polarizoval. Podle tajemníka britského guvernéra jednotky V-Force místo, aby bojovaly proti japonským okupantům, tak začaly ničit buddhistické chrámy, pagody, domy a na severu Arakanu spáchaly řadu zvěrstev.
Samotní Rohingové a někteří z učenců stále tvrdí, že jsou původem z arakanského státu, zatímco jiní historici tvrdí, že se do Barmy přišli z Bengálska především během období britské nadvlády. a v menší míře po barmském vyhlášení nezávislosti v roce 1948 a po bangladéšské osvobozenecké válce v roce 1971. Myanmarská vláda neuznává etnikum Rohingya jako původní etnickou skupinu a odmítá Rohingům udělit státní občanství Myanmaru. V důsledku toho je většina z nich bez jakékoliv státní příslušnosti. Rohingové jsou někdy popisováni jako „ve světě mezi nejméně žádaní“ a jako „jedna ze světově nejvíce pronásledovaných menšin“. Řada Rohingů proto z Myanmaru uprchla do okolních zemí.
V roce 2012 došlo v Arakanském státě k sérii konfliktů mezi muslimskými Rohingy, kteří jsou většinou v severní části státu a etnickými Rakhinci (Arakanci), kteří jsou většinou na jihu. Před nepokoji eskalovaly obavy kolující mezi buddhistickými Rakhinci, že by se mohli ve svém rodném státě brzy stát menšinou. Nepokoje se nakonec dostavily po týdnech sektářských sporů, včetně znásilnění a vraždy arakanské buddhistické ženy Rohingy a zabití deseti myanmarských muslimů ze strany Arakanců.
K 28. červnu 2012 bylo oficiálně zaznamenáno 80 obětí na životech a odhadem 90 000 bylo vysídleno a našlo útočiště v dočasných táborech. Podle údajů Lékařů bez hranic jen za první měsíc vyostřených nepokojů mezi srpnem a zářím 2017 zemřelo 6 700 Rohingů.
Desetitisíce Rohingů uprchly do sousedního Bangladéše, který jim odmítl udělit azyl, avšak většinu z nich na místě nechal, přestože byly zdokumentovány i ojedinělé případy násilné deportace zpět do Myanmaru. Centrální bangladéšská vláda Šajch Hasíny Vadžídové odmítla k nastalé situaci přijmout nějaké stanovisko. Prezident Myanmaru Thein Sein k nastalé situaci prohlásil, že Rohingové musejí být deportováni do muslimských zemí a dále situaci neřešil. To vyvolalo kritiku ochránců lidských práv, kterým se nelíbí, že Thein Sein odmítl řešit akutní případ násilností v jeho státě a za možné řešení do budoucna označil potrestání obětí.
Podle zprávy vyšetřovatele OSN z roku 2018 došlo v Myanmaru ke genocidě Rohingů, ke které přispěla i vláda Aun Schan Su Ťij. Ze země uteklo před násilnostmi více než 700 000 Rohingyů. Za hlavní postavu této kampaně je považován generál Min Aun Hlain, který se po vojenském převratu v únoru 2021 v Myanmaru chopil moci.